# Anita Simić
Anita Simić (Zemun, 25. septembar 1976 — Beograd, 28. septembar 2022) bila je srpska književnica.

## Biografija
Simićeva je osnovnu školu završila u Belegišu, gimnaziju „Branko Radičević” u Staroj Pazovi, i studirala ruski jezik i književnost i engleski jezik na Filološkom fakultetu Univerziteta u Beogradu. U ranoj mladosti je slikala i pisala poeziju. 
Pored mnogobrojnih zdravstvenih problema uspela je da napiše dve knjige: Altera pars i U osvit rimskog sumraka, koja je bila nominovana za NIN-ovu nagradu 2020. godine.  Dva započeta romana su јој ostala nezavršena.
Pisala je za časopis Veliki prasak, o prostoru i univerzumu.

## Dela
- . Beograd: Nova poetika. 2019. ISBN 978-86-6317-122-0.  276238092.

- U osvit rimskog sumraka. Beograd: Nova poetika. 2020. ISBN 978-86-6317-184-8.  13964041.

- „Prostor i univerzum I deo”. Veliki prasak. Beograd: Ateisti Srbije (41): 20—23. 1. 3. 2022.